# Меланохалеа
Меланохалеа, или Меланохалея (лат. Melanohalea) — род листоватых лишайников семейства Пармелиевые (Parmeliaceae). Содержит 30 видов, в основном распространённых в Северном полушарии и произрастающие на коре и древесине лиственных и хвойных пород. Род характеризуется присутствием псевдоцифелл, обычно на вершинах изидий, не пористым эпикортексом (тонкий гомогенный полисахаридный слой на поверхности коры), сердцевина содержит депсидоны, вторичные метаболиты могут отсутствовать. Меланохалеа была описана в 2004 году как выделенный род из морфологически схожего рода Меланелия.

## Таксономия
Меланохалеа была описана в 2004 г. лихенологами Оскаром Бланко, Аной Креспо, Прадипом К. Дивакаром, Теодором Эсслингером, Дэвидом Л. Хоксуортом и Х. Торстеном Лумбшем. Она выделена из рода Меланелия, — этот род был создан в 1978 г. для выделения коричневых видов рода Parmelia. Ограниченность этого рода позже было поставлено под сомнение, а особенно после того, как первичные исследования молекулярного филогенеза продемонстрировали, что род не является монофилетичным. По этой причине было создано два новых рода — Меланеликсия и Меланохалеа.
Род Меланохалеа первоначально содержало 19 видов, включая M. exasperata. Виды, перенесённые в Меланохалею, были первоначально включены в секцию Vainioellae рода Melanelia. Эта секция, до этого, была выделена из подрода Parmelia — Euparmelia секции Vainioellae первоначально провозглашённая Вильмошом Дьельником в 1932 г. Секция Vainioellae включает «коричневые пармелоиды» с широкими лопастями от округлых до довольно удлинённых и более или менее плоских. «Коричневые пармелоиды» относятся к видам рода Parmelia у которых отсутствуют атранорин или усниновая кислота в коровом слое и имеющие таллом от тёмной до среднекоричневой окраски. Молекулярный филогенетический анализ показал, что род Меланохалеа является частью клады “Melanohalea”, группы видов, что включает среди прочего «коричневые пармелоиды». Другими родами в этой кладе являются Emodomelanelia, Melanelixia, Montanelia и Pleurosticta.
Имя рода состоит из комбинации Melanelia и имени лихенолога Мэйсона Хейла, который согласно авторам «заложил основы для последующего вклада в наши знания об этом семействе».

## Диверсификация
Методы, используемые для оценки эволюционной дивергенции таксонов, в том числе многовидовой процесс коалесценции, показывают, что большинство диверсификаций в Melanohalea происходило в миоцене (23,03—5,333 млн лет назад) и плиоцене (5,333—2,58 млн лет назад) и оценки расхождения показывают, что диверсификация, которая произошла во время ледниковых циклов в плейстоцене не повлияло на видообразование Melanohalea.

## Описание
Лишайники рода Меланохалеа являются листоватыми и прикрепляются к субстрату от слабой до умеренной степени. Лопасти таллома плоские до вогнутых с закруглёнными вершинами, лишены волосков и имеют  ширину 0,5—7 мм. Верхняя поверхность таллома оливково-зелёная до тёмно-коричневого цвета с гладкой или морщинистой текстурой, без пятнышек и пятен. Обычно имеются псевдоцифеллы на вершинах изидий. Наличие соредий и изидий является не обязательным. Верхний коровый слой параплектенхимный (расположение клеток, при котором гифы ориентированы во всех направлениях) и имеет толщину 10—16 мм. Эпикортекс не имеет пор в отличие от родственного рода Меланеликсия. Клетки стенки содержат изолихенин, компонент альфа-глюканов. Сердцевина белая, таллом с гладкой ровной нижней поверхностью бледно-коричневого до чёрного цвета. Ризины простые (т.е. не развлетвлённые).
Аскомы в виде апотеций, от сидячих до более или менее на ножках. Диск апотеций коричневый, не перфорированный, вначале вогнутый, но со временем становится выпуклым. Амфитеций (слой клеток окружающие апотеций) имеет псевдоцифелловые папиллы без точек и пятен. Аски вытянутые, булавовидные, леканорового типа, утолщённые к вершине, содержат от 8 до 32 спор. Аскоспоры Меланохалеи от округлых до эллипсоидных, тонкостенные, бесцветные, размером 5,5—20×4—12,5 мкм.
Конидиомы пикнидиевые, погружённые и пластинчатые. Форма конидиев варьируется от цилиндрической до веретенообразной: они простые, бесцветные и имеют размеры 5—8,5 мкм на 1 мкм.

### Химический состав
Коровый слой лишайников Меланохалеа имеет коричневый пигмент и не содержит других соединений. Сердцевина содержит депсидоны (в том числе фумарпротоцетраровую и норстиктовую кислоты) или лишены вторичных метаболитов. Вид M. nilgirica содержит алифатическое соединение каператовую кислоту, которая редко встречается в коричневых пармелиоидных лишайниках и известна только у вида Melanelia stygia, типичного вида рода Melanelia.

## Среда обитания и распространение
Большинство Меланохалей встречается, главным образом, на коре и древесине по всей Голарктике: только четыре вида встречаются в Южном полушарии. Melanohalea peruviana — единственный вид в роде, о котором сообщалось из тропической Южной Америки, он малоизвестен — единственный образец с высоты 1300 м из перуанских Анд. Другим видом, обитающим в тропической среде, является M. mexicana из высокогорной части Мексики. Восемь представителей рода встречаются в Китае. Пять видов, найденных в Гренландии, могут сыграть определённую роль в мониторинге изменения климата, поскольку арктико-альпийские лишайники чувствительны к колебаниям температуры зимнего климата, а зимние обледенения влияют на экосистемы, в которых преобладают лишайники. Аналогичным образом исследования влияния загрязнения воздуха вокруг монгольской столицы Улан-Батор показали повреждения различных лишайников (таллом был обесцвечен, деформирован или уменьшен в размерах), в том числе вида Melanohalea septentrionalis.
Большинство видов Меланохалей имеют широкое географическое распределение, хотя есть несколько видов с ограниченным ареалом. Отте и его коллеги предложили в исследовании 2005 года, что закономерность распределения Меланохалеа в значительной степени определяются современными экогеографическими факторами, и большинство видов достигли своих биогеографических пределов в Северном полушарии. На распространение M. elegantula и M. exasperata, по видимому, влияют антропогенные факторы, включая эвтрофикацию и загрязнение воздуха. Melanohalea olivacea и M. septentrionalis, оба холодостойкие циркумполярные виды, имеющие юго-западную границу ареала своего распространения в Швейцарии. Они считаются реликтами последнего ледникового периода и уязвимы для глобального потепления климата в этой стране.

## Экология
Было зарегистрировано несколько видов лихенофильных грибов, произрастающих на видах Меланохалеа. Это Abrothallus bertianus, Zwackhiomyces melanohaleae (на M. exasperata), Phoma melanohaleicola (на M. exasperata), Didymocyrtis consimillis, Stigmidium exasperatum (на M. exasperata), Sphaeropezia melaneliae (на M. olivacea), Arthrorhaphis olivaceae (на M. olivacea), Epithamnolia xanthoriae, Xenonectriella septemseptata, Plectocarpon melanohaleae (на M. ushuaiensis), Crittendenia coppinsii (на M. exasperata) и Stagonospora exasperatulae (на M. exasperatula).

## Виды
Меланохалеа первоначально включала 19 видов, перенесённых из рода Меланелия. В последние годы были описаны новые виды этого рода из Индии, Тибета, Мексики и Перу. В 2016 году Ливитт и его коллеги использовали генетический анализ, чтобы помочь идентифицировать 6 ранее не описанных морфологически видов Меланохалеа. По состоянию на июнь 2020 г. в базе данных Species Fungorum числилось 30 видов Меланохалеа.
- Melanohalea austroamericana Essl., Divakar, A. Crespo, S.D. Leav. et Lumbsch, 2016[21]
- Melanohalea beringiana S.D. Leav., Essl., Divakar, A. Crespo et Lumbsch, 2016[21]
- Melanohalea clairi S.D. Leav., Essl., Divakar, A. Crespo et Lumbsch, 2016[21]
- Melanohalea columbiana S.D. Leav., Essl., Divakar, A. Crespo et Lumbsch, 2016[21]
- Melanohalea davidii S.D. Leav., Essl., Divakar, A. Crespo et Lumbsch, 2016[21]
- Melanohalea elegantula (Zahlbr.) O. Blanco, A. Crespo, Divakar, Essl., D. Hawksw. et Lumbsch, 2004 — Меланохалеа изящненькая
- Melanohalea exasperata (De Not) O. Blanco, A. Crespo, Divakar, Essl., D. Hawksw. et Lumbsch, 2004 — Меланохалеа шероховатая

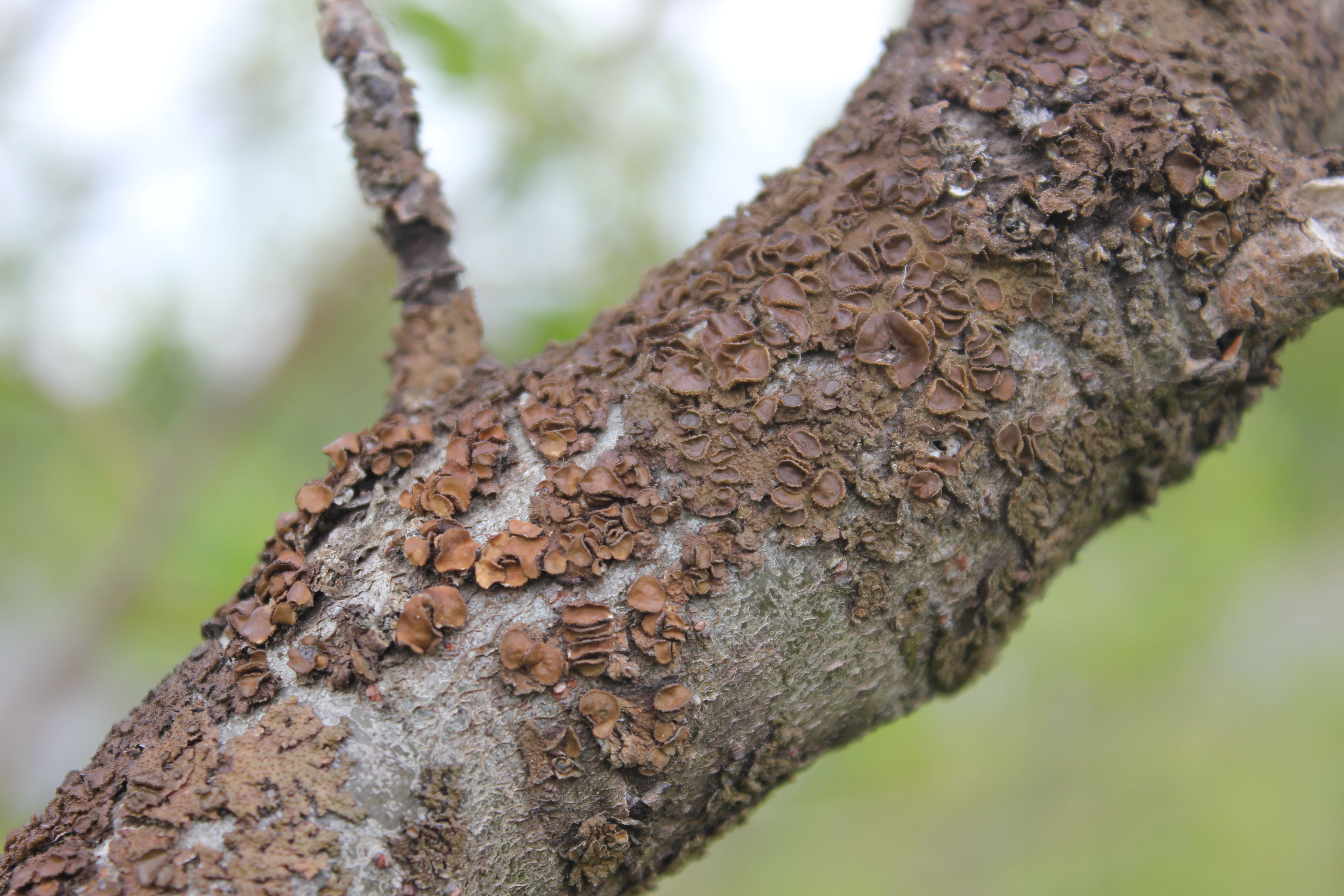
Меланохалеа шероховатая (Melanohalea exasperata)

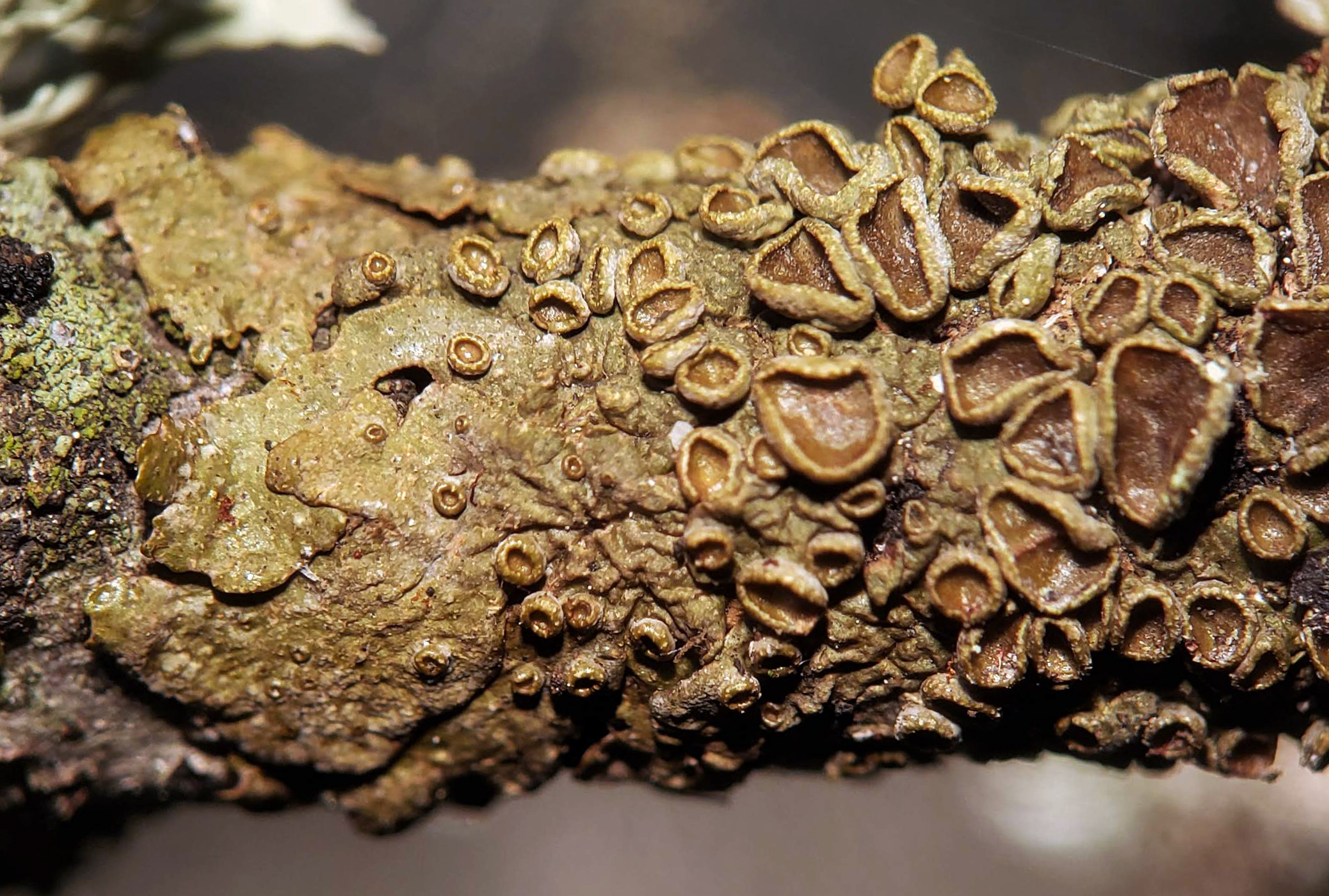
Меланохалеа оливковатая (Melanohalea subolivacea)

- Melanohalea exasperatula (Nyl.) O. Blanco, A. Crespo, Divakar, Essl., D. Hawksw. et Lumbsch, 2004 — Меланохалеа шероховатистая
- Melanohalea gomukhensis (Divakar, Upreti et Elix) O. Blanco, A. Crespo, Divakar, Essl., D. Hawksw. et Lumbsch, 2004
- Melanohalea halei (Ahti) O. Blanco, A. Crespo, Divakar, Essl., D. Hawksw. et Lumbsch, 2004
- Melanohalea inactiva (P.M. Jørg.) O. Blanco, A. Crespo, Divakar, Essl., D. Hawksw. et Lumbsch, 2004
- Melanohalea infumata (Nyl.) O. Blanco, A. Crespo, Divakar, Essl., D. Hawksw. et Lumbsch, 2004 — Меланохалеа продымлённая
- Melanohalea laciniatula (Flagey ex H. Olivier) O. Blanco, A. Crespo, Divakar, Essl., D. Hawksw. et Lumbsch, 2004 — Меланохалеа дольчатая
- Melanohalea lobulata F.G. Meng et H.Y. Wang, 2009[23] — Тибет
- Melanohalea mexicana Essl.  et R.-E. Pérez, 2010[12] — Мексика
- Melanohalea multispora (A. Schneid.) O. Blanco, A. Crespo, Divakar, Essl., D. Hawksw. et Lumbsch, 2004 — Меланохалеа многоспоровая
- Melanohalea nilgirica Divakar et Upreti, 2005[10] — Индия
- Melanohalea olivacea (L.) O. Blanco, A. Crespo, Divakar, Essl., D. Hawksw. et Lumbsch, 2004 — Меланохалеа оливковая
- Melanohalea olivaceoides (Krog) O. Blanco, A. Crespo, Divakar, Essl., D. Hawksw. et Lumbsch, 2004
- Melanohalea peruviana Essl., 2012[11] — Перу
- Melanohalea poeltii (Essl.) O. Blanco, A. Crespo, Divakar, Essl., D. Hawksw. et Lumbsch, 2004 — Непал, Индия[10]
- Melanohalea septentrionalis (Lynge) O. Blanco, A. Crespo, Divakar, Essl., D. Hawksw. et Lumbsch, 2004 — Меланохалеа северная — Северная Америка, Европа, Азия[13]
- Melanohalea subelegantula (Essl.) O. Blanco, A. Crespo, Divakar, Essl., D. Hawksw. et Lumbsch, 2004 — запад Северной Америки, Тибет[13]
- Melanohalea subexasperata F.G. Meng et H.Y. Wang, 2010[24] — Тибет
- Melanohalea subolivacea (Nyl. ex Hasse) O. Blanco, A. Crespo, Divakar, Essl., D. Hawksw. et Lumbsch, 2004 — Меланохалеа оливковатая
- Melanohalea subverruculifera (J.C. Wei et Y.M. Jiang) O. Blanco, A. Crespo, Divakar, Essl., D. Hawksw. et Lumbsch, 2004
- Melanohalea tahltan S.D. Leav., Essl., Divakar, A. Crespo et Lumbsch, 2016[21]
- Melanohalea trabeculata (Ahti) O. Blanco, A. Crespo, Divakar, Essl., D. Hawksw. et Lumbsch, 2004 — Меланохалеа перекладчатая
- Melanohalea ushuaiensis (Zahlbr.) O. Blanco, A. Crespo, Divakar, Essl., D. Hawksw. et Lumbsch, 2004
- Melanohalea zopheroa (Essl.) O. Blanco, A. Crespo, Divakar, Essl., D. Hawksw. et Lumbsch, 2004

## Охранный статус
Melanohalea septentrionalis занесён в Красную книгу Швейцарии как находящийся под угрозой исчезновения. Хотя M. olivacea был исключён из этого списка из-за неопределённости его таксономического статуса, он был предварительно оценён как находящийся под угрозой исчезновения в Швейцарии с использованием критериев Красного списка МСОП. Она получила такую же оценку в соседних странах Германии и Франции. Melanohalea halei — единственный вид этого рода, который был внесён в глобальный Красный список МСОП. Из-за его широкого географического распространения, широты экологических ниш и большой, стабильной численности популяции он был оценён как вид, вызывающий наименьшую озабоченность.
В России вид Melanohalea exasperata занесён в Красные книги Астраханской, Липецкой, Мурманской и Тамбовской областей, вид Melanohalea exasperatula в Красные книги Ненецкого автономного округа и Тамбовской области, вид Melanohalea infumata в Красную книгу Астраханской области, вид Melanohalea olivacea в Красные книги Воронежской, Липецкой и Тамбовской областей, вид Melanohalea septentrionalis в Красные книги Волгоградской и Тамбовской областей, вид Melanohalea subolivacea в Красную книгу Амурской области.